# Derek Tieku
Derek Safo Tieku (* 28. Februar 1995 in Berekum) ist ein ghanaisch-englischer Fußballspieler.

## Karriere
In seiner Jugend spielte Derek Tieku zuerst bis zur U18 für den FC Fulham und wechselte hiernach im Anschluss an eine Leihe im Herbst 2012 in die Jugend von Crystal Palace. Während der U21 wurde er für den Januar 2014 an Hayes & Yeading United verliehen. Nach dieser Altersstufe verließ er Palace im Sommer des Jahres und schloss sich im Erwachsenenbereich den Walton Casuals an. Ein halbes Jahr später, Anfang 2015, zog es ihn weiter zum Farnborough FC. Hier blieb er auch nur wenige Monate und machte ab März 2015 einen kurzen Abstecher nach Schweden zum Österlen FF, wo er bis Ende Oktober Teil der Mannschaft war. Danach kehrte er nach England zurück, wo er bis Ende Februar 2016 beim Chipstead FC aktiv war.
Danach kehrte er Europa final den Rücken und schloss sich in Neuseeland dem Eastern Suburbs AFC an. Hier kam er in der Premiership direkt als Stammspieler zum Einsatz und steuerte in der folgenden Spielzeit 2017/18 mit sieben Treffern und vier Vorlagen einiges zum Erfolg seiner Mannschaft bei. Dies brachte ihn zur Saison 2018/19 zu den Hamilton Wanderers, wo er nach kurzer Eingewöhnungszeit ab der Saison 2020/21 ähnlich gute Zahlen vorlegen konnte. Hier trug er dann auch ab Ende dieser Spielrunde die Kapitänsbinde, welche er bis zum Ende seiner Zeit bei den Wanderers auch fast nicht mehr abgeben sollte. In diese Zeit fällt zudem noch ein kleines Intermezzo bei Wellington Olympic, welches von Anfang 2023 bis März 2023 dauerte und er für diese auch nur einmal in der OFC Champions League Qualifikationsrunde auflief. Im Sommer 2024 verließ er den Klub und schloss sich dem Rekordmeister Auckland City FC an. Für den Klub aus Hamilton lief er wettbewerbsübergreifend 119-mal auf, erzielte 71 Tore und gab zehn Vorlagen. Dies brachte ihm den Titel Torschützenkönig der Saison 2022 in der Northern League. Insgesamt ist er hinter Matt Oliver der Spieler mit den meisten erfassten Einsätzen für die Wanderers und auch mit weitem Abstand Rekordtorschütze des Klubs.
Für Auckland kam er in der Northern League Saison 2024 in fast jedem Spiel zum Einsatz, kam jedoch in der Championship-Runde nur einmal aufs Feld und fehlte beim Grand Final komplett. Am Ende gewann er mit seiner Mannschaft trotzdem seinen ersten Meistertitel. Sein erster Einsatz in einem internationalen Spiel auf größerem Niveau war der Interkontinental-Pokal 2024, bei welchem er in der 1. Runde bei der 2:6-Niederlage gegen al-Ain in der 84. Minute für Ryan De Vries ins Spiel kam. Im Februar 2025 schloss er sich, nachdem er in der Championship-Runde der National League zuletzt nur ein einziges Mal eingesetzt worden war, dem Bay Olympic FC an.